# Надеждинська сільська рада (Приазовський район)
| Надеждинська сільська рада — колишній орган місцевого самоврядування у Приазовському районі Запорізької області з адміністративним центром у с. Надеждине. Історична дата утворення: в 1991 році. Водоймища на території, підпорядкованій даній раді: р. Джекельня. Сільській раді підпорядковані населені пункти: - с. Надеждине - с. Волна |

## Склад ради
Рада складається з 14 депутатів та голови.

### Керівний склад ради
| ПІБ                    | Основні відомості                                            | Дата обрання | Дата звільнення |
| ---------------------- | ------------------------------------------------------------ | ------------ | --------------- |
| Мамонова Ніна Іванівна | Сільський голова, 1949 року народження, освіта, позапартійна | 26.03.2006   | 31.10.2010      |

Примітка: таблиця складена за даними джерела